# LMC-N11
LMC-N11 (również LHA 120-N 11) – obszar H II znajdujący się w Wielkim Obłoku Magellana, obserwowany w kierunku konstelacji Złotej Ryby w odległości około 160 000 lat świetlnych od Ziemi. Obszar ten został skatalogowany w 1956 roku przez Karla Henize, oznaczany jest również jako N11.
LMC-N11 jest jednym z najaktywniejszych regionów w Lokalnej Grupie Galaktyk, na który składają się złożone sieci obłoków gazu i gromad gwiazd. W zbliżeniu, jasny bąbel świecącego gazu jakim jest N11, przypomina nadmuchaną watę cukrową. Kształt tego obszaru oglądany w mniejszym powiększeniu spowodował, że N11 bywa też nazywana mgławicą Fasola. Barwne i charakterystyczne kształty mgławicy wskazują na zachodzące w niej gwałtowne procesy formowania gwiazd.
N11 rozciąga się na przestrzeni około 1000 lat świetlnych i jest drugim pod względem wielkości obszarem formowania się nowych gwiazd w Wielkim Obłoku Magellana. W tym dobrze zbadanym obszarze znajdują się jedne z najbardziej masywnych znanych gwiazd. Te właśnie procesy nadały LMC-N11 jej wyjątkowy wygląd. Gazowe powłoki i bąble N11 zostały wyrzeźbione przez trzy kolejne pokolenia gwiazd, z których każde następne powstawało coraz dalej od centrum mgławicy. Gazowe powłoki zostały odrzucone przez nowo uformowane gwiazdy, tworząc charakterystyczne pierścienie wyraźnie widoczne na zdjęciu wykonanym teleskopem Hubble’a.
W lewej górnej części zdjęcia można obserwować małą mgławicę LMC-N11A, która jest częścią kompleksu LCM-N11. Została ona oświetlona przez promieniowanie gorących, masywnych gwiazd znajdujących się w jej centrum. N11A jest stosunkowo niewielkim, gęstym obszarem, w którym formuje się najmłodsze pokolenie gwiazd w tym regionie.
LMC-N11 zawiera też wiele gromad gwiazd, jak NGC 1761 widoczna w dolnej części zdjęcia. Gromada NGC 1761 to grupa masywnych, gorących jasnych gwiazd wypromieniowujących w przestrzeń olbrzymie ilości promieniowania ultrafioletowego.